# Přímělkov (stará tvrz)
Stará přímělkovská tvrz (též Hrádek) stávala mezi obcí Přímělkov a řekou Jihlavou.

## Historie
Tvrz byla založena ve 2. polovině 13. století buď pány z Rokštejna, nebo Střížovci, kteří tvořili vedlejší větev kněžických Hrutoviců. Pravděpodobně netvořila předsunuté opevnění nedalekého Rokštejna, ale jednalo se o samostatné sídlo. Důvodem založení byl pravděpodobně vysoký počet členů rodu pánů z Rokštejna. Kolem roku 1378 zadlužený rod majetky rozprodal – hrad Rokštejn odkoupil markrabě Jan Jindřich, tvrz spolu s Přímělkovem zakoupili páni z Holoubka. Kolem roku 1390 tvrz vyhořela, neboť v té době je již uvádena jako pustá. Poté ještě několikrát změnila majitele, až se v roce 1399 stala součástí majetkových držav Valdštejnů na Brtnicku. V letech 1957-1960 byl v lokalitě proveden archeologický průzkum.
O přímělkovské tvrzi se také zmiňuje August Sedláček, ale pravděpodobně se jedná o novou tvrz.